# Alemona
Alemona é uma deusa romana associada ao crescimento do feto.
Segundo o escritor romano cristão Tertuliano, o processo de fertilização, formação e completação do feto no útero deve ser regulado por algum poder, que os ministros atribuem à vontade de Deus. A superstição romana, porém, imaginou a deusa Alemona para alimentar o feto no útero, as deusas Nona e Décima, para os meses mais críticos da gestação, a deusa Partula para o parto e Lucina para fazer o nascimento e trazer a criança para a luz do dia.